# Hillingdon (London Underground)

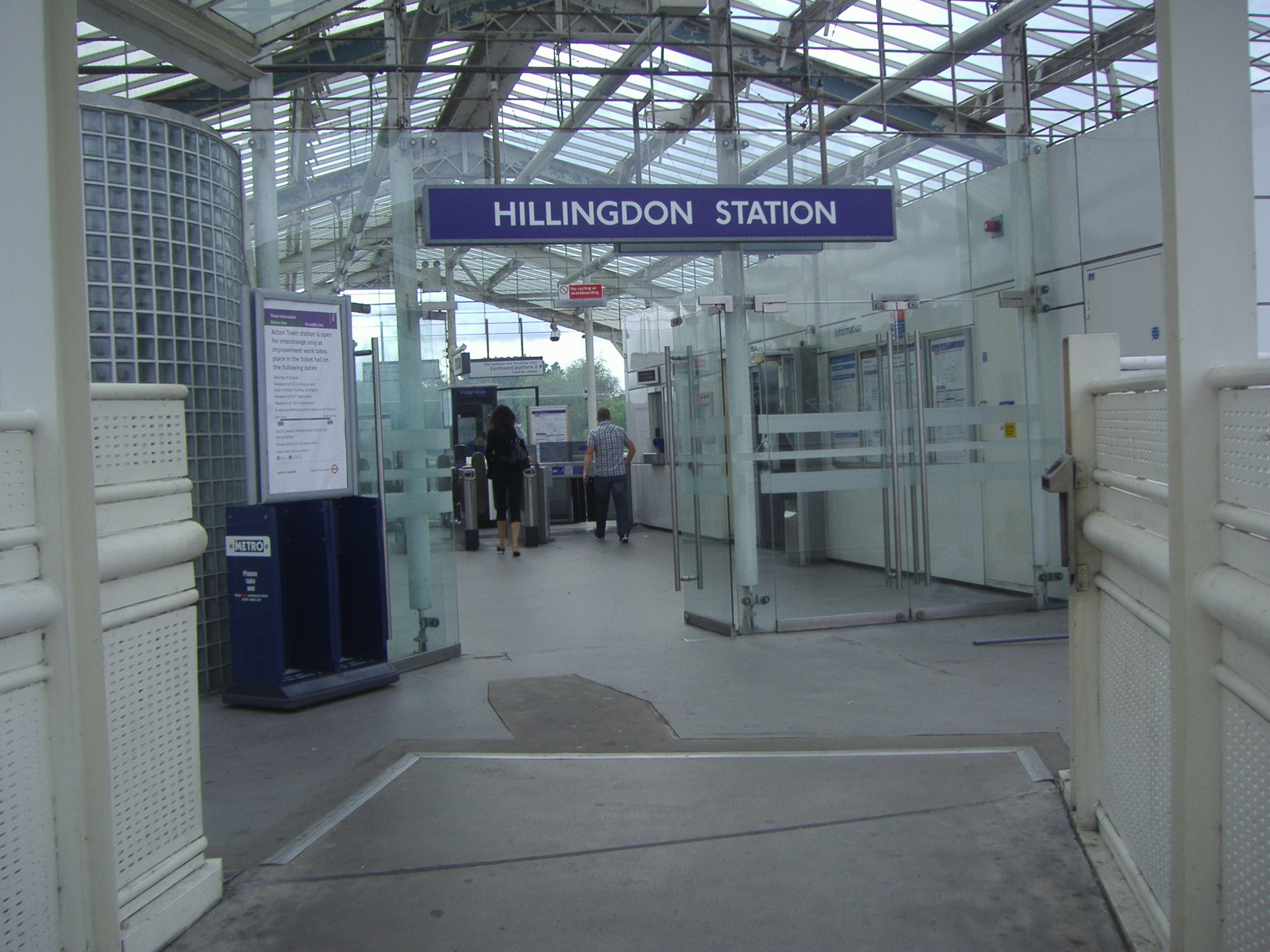
Station Hillingdon

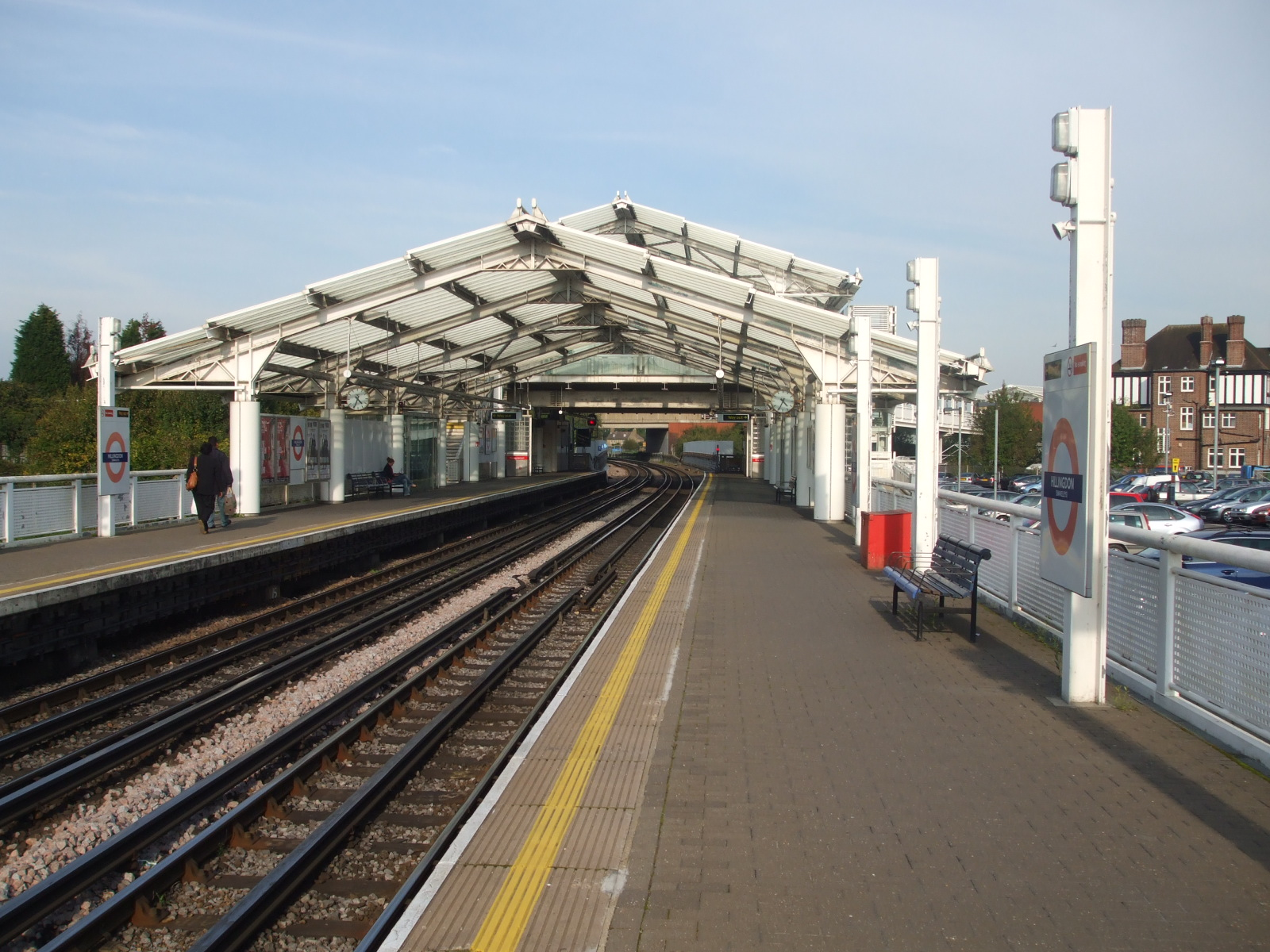
Bahnsteige

Hillingdon ist eine oberirdische Station der London Underground im Stadtbezirk London Borough of Hillingdon. Sie liegt in der Travelcard-Tarifzone 6, an der Kreuzung von Western Avenue (A40) und Long Lane. Die von der Metropolitan Line und der Piccadilly Line bediente Station wurde im Jahr 2013 von 1,63 Millionen Fahrgästen genutzt.

## Geschichte
Die Strecke der Metropolitan Railway (Vorgängergesellschaft der Metropolitan Line) zwischen Harrow-on-the-Hill und Uxbridge bestand seit dem 4. Juli 1904 und war ein halbes Jahr später elektrifiziert worden. Fast zwanzig Jahre lang fuhren die Züge aufgrund der geringen Dichte der Bebauung ohne Halt hier durch. Um neu entstehende Wohngebiete in unmittelbarer Nachbarschaft zu erschließen, wurde die Station Hillingdon nachträglich an der bereits bestehenden Strecke errichtet und am 10. Dezember 1923 eröffnet. Vom ersten Tag hielten auch Züge der Metropolitan District Railway (Vorgängerin der District Line).
Die Station war in einfachster Bauweise errichtet worden und bot keinerlei Komfort. Zu Beginn genügte dies vollauf, doch mit der zunehmenden Wohnbautätigkeit stiegen die Fahrgastfrequenzen stetig an. Immer häufiger kam es zu Beschwerden seitens der Fahrgäste, die vor allem das Fehlen von Toiletten bemängelten. Schließlich erfolgte am 30. April 1931 nach dreimonatiger Bauzeit die Eröffnung des neuen Stationsgebäudes. Am 23. Oktober 1933 wurden die Züge der District Line durch solche der Piccadilly Line abgelöst.
Zu Beginn der 1990er Jahre wurde die Western Avenue zu einer mehrspurigen Schnellstraße ausgebaut. Aus diesem Grund musste die Station um etwa 150 Meter nach Südwesten verlegt werden. Die neue, vollständig mit einem Glasdach überdeckte Anlage nahm am 6. Dezember 1992 den Betrieb auf und war 1994 vollendet. Während das ursprüngliche Stationsgebäude der Schnellstraße weichen musste, steht das neue seit 2011 unter lokalem Denkmalschutz.